# Cmentarz wojenny nr 12 – Cieklin
Cmentarz wojenny nr 12 – Cieklin – cmentarz z I wojny światowej, zaprojektowany przez Johanna Jägera, położony na terenie wsi Cieklin w gminie Dębowiec w powiecie jasielskim w województwie podkarpackim. Jeden z ponad 400 zachodniogalicyjskich cmentarzy wojennych zbudowanych przez Oddział Grobów Wojennych C. i K. Komendantury Wojskowej w Krakowie. Należy do II Okręgu Cmentarnego Jasło.

## Opis
Cmentarz ma formę długiego, wąskiego prostokąta o powierzchni 158 m², otoczonego murem i częściami ogrodzenia wykonanymi z rur gazowych. Znajduje się w północnej części miejscowości Dobrynia w gminie Dębowiec, około 150 m od granicy z miejscowością Cieklin. W rejestrach cesarskiej i królewskiej armii figuruje jako 12 Cieklin.
Na cmentarzu pochowanych jest 250 żołnierzy rosyjskich poległych głównie 4 maja 1915 roku w czasie bitwy o Cieklin, w której łącznie zginęło około 1000 żołnierzy.
Obiekt znajduje na łące, w odległości około 600 m na wschód od asfaltowej drogi. Jest zachowany w bardzo dobrym stanie, po dokonaniu renowacji. Z pierwotnego wyglądu cmentarza brakuje obecnie (maj 2009) dwóch około 4 metrowych prawosławnych krzyży. 
Cmentarz jest obiektem Szlaku Frontu Wschodniego I Wojny Światowej na obszarze województwa podkarpackiego.

## Galeria

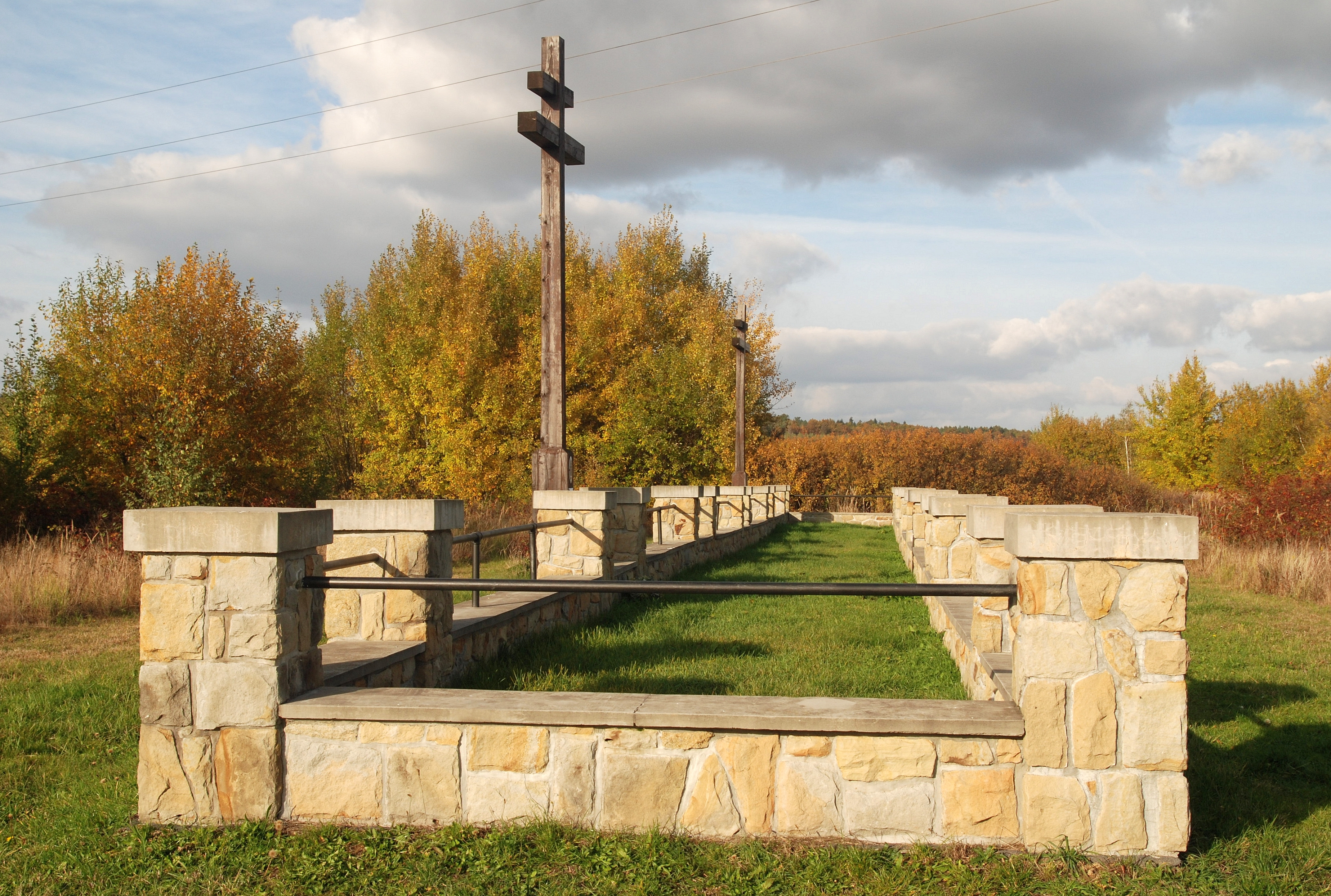
Widok od strony południowej
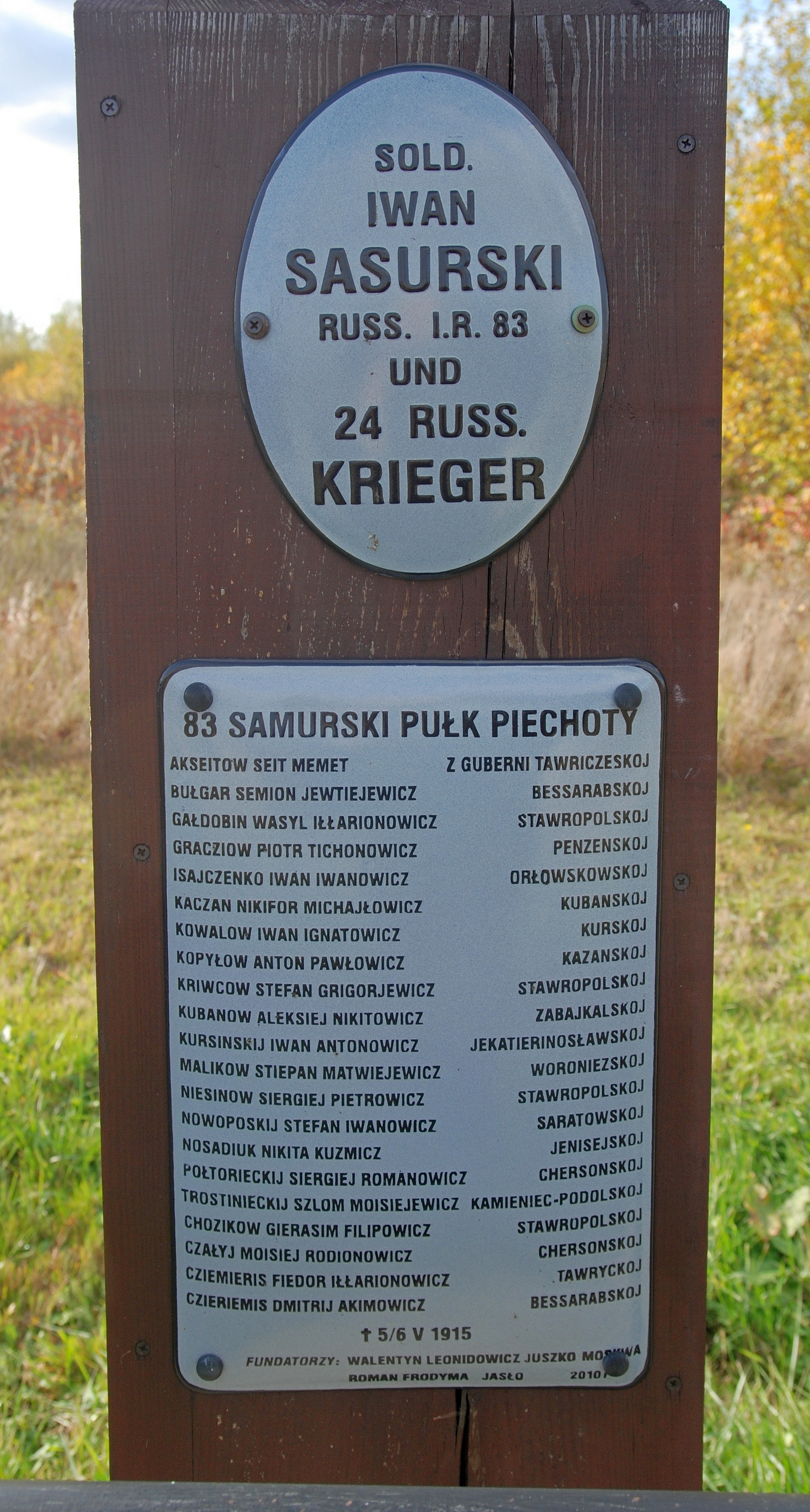
Tablica
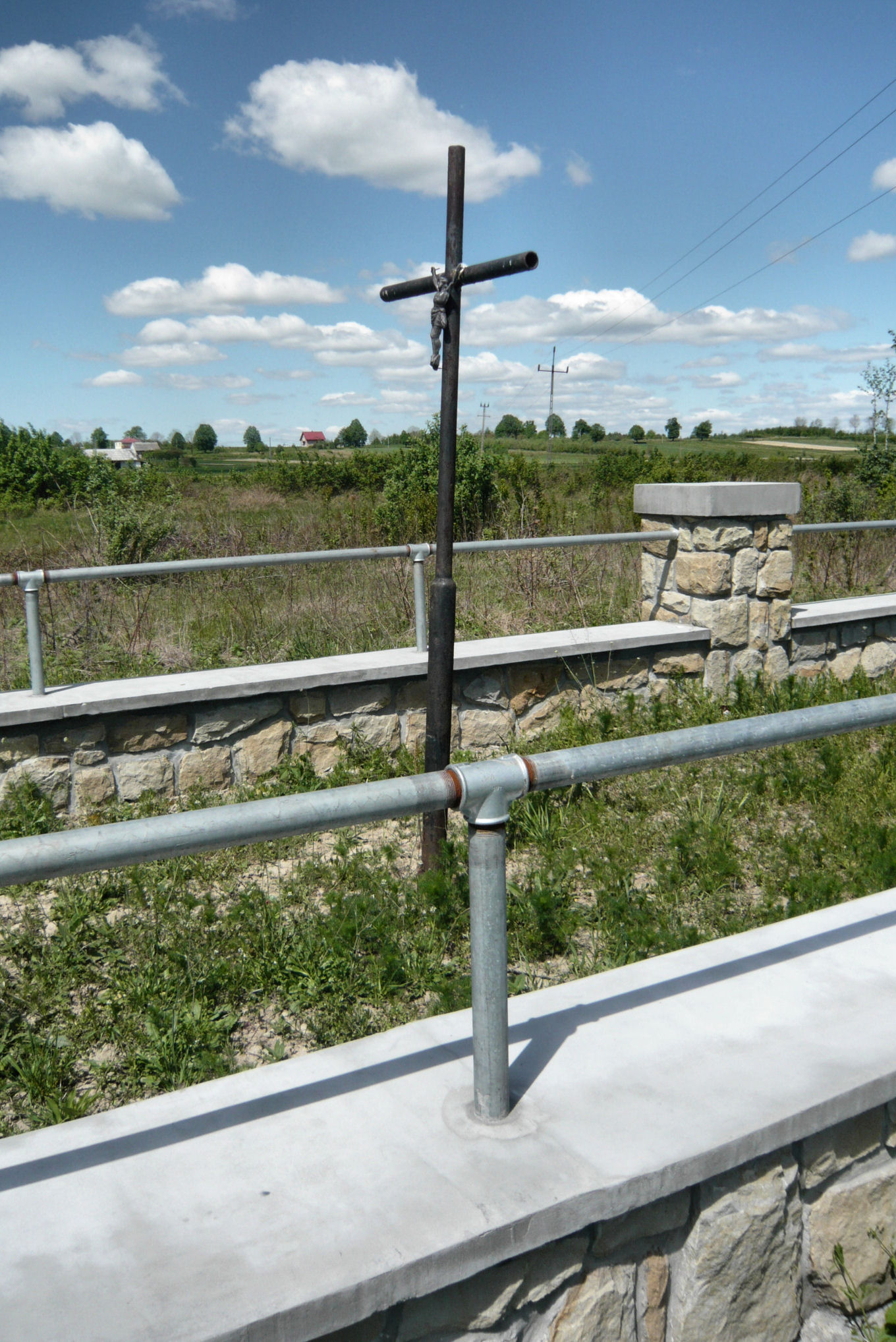
Stan, maj 2009